# 内克塔
内克塔（英語：Nectar）是美国阿拉巴马州下属的一座城市。面积约为1.81平方英里（约合4.69平方公里）。根据2010年美国人口普查，该市有人口345人，人口密度为190.5/平方英里（约合73.56/平方公里）。